# Roy O'Bannon mod mumien
Roy O'Bannon mod mumien (Roy O'Bannon Vs. The Mummy) er en fiktiv spændings bog, der optræder i filmen Shanghai Knights fra 2003. Den er skrevet i 1885 af den tidligere lovløse western forbryder Roy O'Bannon under pseudonymet Sage MacAllister. Bogen er en meget fiktiv og forkert udgave af eventyrerne, han og hans ven Chon Wang (alias Shanghai Kid) mødte i filmen Shanghai Noon fra 2000. Bogen blev trykt i flere eksemplarer end biblen, og den er mærket under et andet forfatter navn, så den virker mere troværdig. Det betyder at ingen ved at O'Bannon selv er den egentlige forfatter. På bagsiden af bogen står der, at den er baseret på O'Bannons virkelige eventyr og øjenvidner.

## Handling
I bogen er rollerne byttet om således, at Wang er den kujonagtige medhjælper og Roy er den frygtløse helt. Modstanden i bogen er en mumiekonge og hans kæmpe hær af 300 zombiekrigere, der terroriserer vesten. Da Shanghai Kid (Wang) bliver slået bevidstløs og bortført af hæren, mens han pudser O'Bannons revolvere, er det op til den store "westernhelt" at redde sin trofaste og loyale makker. Da O'Bannon ankommer til graven, dræber han hele hæren med ét simpelt skud fra sin revolver, ved at lave en genial (latterlig) udregning. O'Bannon er langt overlegen, og smider sine revolvere, hvorefter han besejrer mumielederen med sine bare næver.

## Omtale
Bogen er ikke særlig populær, da den fremtræder som for urealistisk og useriøs. Chon Wang som makkeren i bogen er baseret på, mener, at den er det pure opspind, mens han uintelligente vicesheriff makker, finder den yderst interessant og underholdende. Af andre læsere kan nævnes Englands kongelige Lord Nelson Rathbone, der heller ikke finder den særlig interessant.

## Konkurs
Da bogen ikke udviklede sig til nogen særlig stor succes gik forfatteren Roy O'Bannon konkurs, efter han havde inversteret alle sine guldmønter i en zeppelin og eksemplarer af bogen. Efterfølgende gik hans kone fra ham, og han måtte starte et job som en gigolo tjener på et hotel i Nevada.